# Pedro García Valenciano
Pedro García Valenciano (Aceuchal, España) fue un conquistador español del siglo XVI que participó en la conquista de Venezuela al servicio de Antonio de Berrío en La Guayana venezolana.

## Contexto histórico
A pesar de los repetidos fracasos, de las innumerables vidas que se tragó la utopía en las selvas americanas y de las ilusiones frustradas de tanto conquistador seducido, la leyenda de El Dorado seguía vigente en la última década del siglo XVI y se extendería todavía durante 200 años más.

## Biografía
El conquistador Pedro García Valenciano, nacido en Aceuchal (Badajoz), llegó al territorio del Nuevo Reino de Granada (Colombia) y se integró al servicio de Antonio de Berrío cuando la señora de éste, doña María de Oruña, fue designada sucesora de las concesiones y bienes del adelantado y capitán general don Gonzalo Jiménez de Quesada, muerto en 1579.
Para hacerse cargo de la herencia, Antonio de Berrío y su esposa, se instalaron primero en Bogotá, después en Tunja y posteriormente en Chitá (Boyacá-Colombia), donde estaba emplazada la rentable encomienda que don Gonzalo dejó a su sobrina, la esposa de Berrío. Desde este andino emplazamiento, en 1583 se organizó la expedición para buscar El Dorado. García Valenciano iría en la expedición como hombre de confianza de Berrío.

## Expediciones a El Dorado
Posesionado de la concesión, Antonio de Berrío consiguió que la Real Audiencia de Santa Fe le extendiera los dominios de la comarca asignada hasta la actual Guayana, donde ilusamente se creía que estaba la legendaria Manoa, el utópico territorio donde se hallaría El Dorado. Esta primera expedición, compuesta por un número indeterminado de hombres, salió de Chita, enfilando hacia el río Casanare, después discurriendo por el río Meta y alcanzando las márgenes del río Orinoco.
Dicha expedición duró casi dos años y después de explorar por aquello vericuetos y sufrir toda clase de penalidades, Berrío ordenó a García Valenciano juntar la gente para que volvieran a Chita con la intención de buscar refuerzos y aprovisionarse. En 1587 Berrío emprendió la segunda expedición y, llevando la misma ruta, alcanzó de nuevo el Orinoco. Allí estableció un caserío en la Parguaza, que constituyó el primer poblamiento que los españoles fundaron en Guayana, pero las enfermedades y los ataques indígenas diezmaron a sus habitantes, desapareciendo el poblado. 
Pero a Berrío le obsesionaban las riquezas de El Dorado y seguía gastando el patrimonio que el matrimonio había heredado de Jiménez de Quesada en buscar esa quimera. En 1590 emprendieron la tercera expedición que, con todo género de detalles, había preparado García Valenciano; bajando por el río Casanare y el Meta volvían a desembocar en el Orinoco, pero un brote de rabia primero atacó a los perros, después a los caballos y a más de 160 hombres de Berrío que, en aquellas selvas, perdían la vida por este mal.
Berrío y la gente que le quedaba llegaron hasta la isla de Trinidad (actual Trinidad y Tobago) donde fundaban el poblado de San José de Oruña. Desde este poblado trinitario, Berrio envió a España a unos de sus capitanes, Domingo de Vera Ibargoyen, quien consiguió reclutar por Extremadura y Andalucía a más de 2000 personas para repoblar Guayana. García Valenciano fue nombrado alcalde del recién fundado pueblo y, en los segundos comicios, quedó nombrado como alguacil mayor de aquel Cabildo.

## Intentos invasores
A las dificultades que se le presentaban a Berrìo en la conquista de Guayana, se le unió otra nueva discordia, ya que Inglaterra y España estaban enfrentadas políticamente. Como consecuencia de esta desavenencia, en febrero de 1595, llegó a Trinidad el marino inglés Robert Dudley, quien a pesar de haber sido recibido amistosamente por Berrío, tomó posesión de la isla y envió una expedición al Orinoco. 
El intento invasor a las colonias españolas estaba más que estructurado por Inglaterra y, en el mes de marzo, llegaron otros tres navíos ingleses al mando de sir Walter Raleigh, quien ocupó el poblado de San José de Oruña, hizo preso a Berrío y remontó el Orinoco en actitud conquistadora abusando del mayor número de fuerzas y sin tener licencia para ello. Esta expedición le sirvió a Raleigh para escribir su “Discoverie of Guayana”, que le supuso la pérdida de su cabeza, ya que el rey Jorge IV se la cortó para que no tuviera tan fantásticas ideas.
Finalmente, los intentos invasores de los ingleses fueron rechazados por los españoles y la conquista de la Guayana, a pesar de las enormes dificultades y carencias alimentarias que tuvieron sus colonizadores (donde muchos de ellos y sus familiares murieron de hambre), aquella región fue ganada para España. El 21 de diciembre de 1595, Berrío fundó Santo Tomé de Guayana a orillas del Orinoco (la actual Ciudad Bolívar) y el 25 de agosto del mismo año el Consejo de Indias le otorgó la gobernación de El Dorado. Berrío y García Valenciano siguieron defendiendo el territorio y buscando los medios para sostener a los pobladores españoles mientras sus cuerpos aguantaron.

## Comentarios finales
Gracias al empeño de Berrío y la abnegación de sus hombres (entre ellos García Valenciano), hoy una gran comarca de La Guayana pertenece a Venezuela. Por otro lado, los sacrificados misioneros también tuvieron su defensora participación y contribuyeron a afianzar la posesión, primero española y ahora venezolana, de este territorio, según expresa el historiador Lino Duarte Level: 

Empero sobre la tumba de los capuchinos, Venezuela está obligada a depositar coronas de agradecimiento. Esos frailes salvaron la integridad de la Patria. En nuestra cuestión de límites con la Guayana inglesa, el único argumento sólido e incontestable que pudimos presentar para justificar nuestro derecho sobre Guayana fue la obra que allí hicieron los misioneros. A ellos les debemos no haberlo perdido todo. Hasta donde llegaron los religiosos en su misión evangélica puede decirse que llegaron nuestras fronteras. Al plantar la cruz fijaron los linderos de Venezuela.